# Gare de Meyrargues
Gare de Meyrargues vasútállomás Franciaországban, Meyrargues településen.

## Vasútvonalak
Az állomást az alábbi vasútvonalak érintik:
- Lyon-Perrache-Grenoble-Marseille-vasútvonal
- Ligne Central-Var

## Kapcsolódó állomások
A vasútállomáshoz az alábbi állomások vannak a legközelebb:
- Gare de Pertuis
- Gare d’Aix-en-Provence
- Gare de Manosque - Gréoux-les-Bains